# 팀 존슨 (사우스다코타주의 정치인)
티모시 피터 존슨(Timothy Peter Johnson, 1946년 12월 28일~2024년 10월 8일)은 사우스다코타주의 미국 상원을 1997년부터 2015년까지 역임한 미국의 은퇴한 변호사이자 정치인이다. 민주당의 일원이다.
사우스다코타주 캔튼에서 태어났다. 그에게는 노르웨이인, 스웨덴인, 덴마크인 조상이 있다. 버밀리언 (사우스다코타주)에서 성장하여 사우스다코타 대학교에서 1970년 학사와 석사 학위를 받았다.

## 역대 선거 결과
| 선거명      | 직책명                         | 대수  | 정당   | 득표율  | 득표수    | 결과 | 당락                         |
| ----------- | ------------------------------ | ----- | ------ | ------- | --------- | ---- | ---------------------------- |
| 1982년 선거 | 상원의원 (사우스다코타 제17부) | 58대  | 민주당 | 0%      | 표        | 1위  | 사우스다코타 주의원 당선     |
| 1984년 선거 | 상원의원 (사우스다코타 제17부) | 60대  | 민주당 | 100.00% | 6,520표   | 1위  | 사우스다코타 주의원 당선     |
| 1986년 선거 | 하원의원 (사우스다코타 선거구) | 100대 | 민주당 | 59.18%  | 171,462표 | 1위  | 사우스다코타주 하원의원 당선 |
| 1988년 선거 | 하원의원 (사우스다코타 선거구) | 101대 | 민주당 | 71.74%  | 223,759표 | 1위  | 사우스다코타주 하원의원 당선 |
| 1990년 선거 | 하원의원 (사우스다코타 선거구) | 102대 | 민주당 | 67.55%  | 173,814표 | 1위  | 사우스다코타주 하원의원 당선 |
| 1992년 선거 | 하원의원 (사우스다코타 선거구) | 103대 | 민주당 | 69.11%  | 230,070표 | 1위  | 사우스다코타주 하원의원 당선 |
| 1994년 선거 | 하원의원 (사우스다코타 선거구) | 104대 | 민주당 | 59.83%  | 183,036표 | 1위  | 사우스다코타주 하원의원 당선 |
| 1996년 선거 | 상원의원 (사우스다코타 제2부)  | 105대 | 민주당 | 51.32%  | 166,533표 | 1위  | 사우스다코타주 상원의원 당선 |
| 2002년 선거 | 상원의원 (사우스다코타 제2부)  | 108대 | 민주당 | 49.62%  | 167,481표 | 1위  | 사우스다코타주 상원의원 당선 |
| 2008년 선거 | 상원의원 (사우스다코타 제2부)  | 111대 | 민주당 | 62.49%  | 237,889표 | 1위  | 사우스다코타주 상원의원 당선 |